# Норман, Джон Роксборо
Джон Роксборо Норман (1898 — 26 мая 1944) — британский ихтиолог.

## Биография
Родился в Лондоне. Начинал работать банковским клерком. Участвовал в Первой мировой войне, на фронтах которой заработал острую ревматическую лихорадку, которой затем страдал до конца своих дней. С 1921 в Британском музее. Там учёный работал под началом Чарльза Т. Ригана. В 1939—1944 был куратором зоологии в Музее естествознания в Тринге. Скончался в Хартфордшире.
Одним из описанных им видов рыб стал антарктический клыкач.

## Некоторые труды
- John R. Norman: A systematic monograph of the flatfishes (Heterosomata), Vol. 1. Psettodidae, Bothidae, Pleuronectidae. Oxford University Press, Oxford 1934.
- John R. Norman: Coast Fishes. Part I. The South Atlantic. In: Discovery Committee (Hrsg.): Discovery Reports. Volume XII. University Press, Cambridge 1936, S. 1-58
- A History of Fishes (1931)
- A Draft Synopsis of the Orders, Families and Genera of Recent Fishes (1957, то есть посмертно)

## Таксоны, названные в честь Нормана
- Normanichthyidae Clark, 1937
- Acnodon normani Gosline, 1951
- Blennius normani Poll, 1949
- Luciosudis normani Fraser-Brunner, 1931
- Physiculus normani Brüss, 1986
- Poropanchax normani Ahl, 1928
- Scorpaena normani Cadenat, 1943